# Benín en los Juegos Olímpicos de Seúl 1988
Benín estuvo representado en los Juegos Olímpicos de Seúl 1988 por un total de 7 deportistas, 6 hombres y una mujer, que compitieron en 2 deportes.
La portadora de la bandera en la ceremonia de apertura fue la atleta Félicite Bada. El equipo olímpico beninés no obtuvo ninguna medalla en estos Juegos.